# Agrotis paupera
Agrotis paupera är en fjärilsart som beskrevs av Emilio Berio 1936. Agrotis paupera ingår i släktet Agrotis och familjen nattflyn. Inga underarter finns listade i Catalogue of Life.